# Studentské nepokoje v Prištině (1968)
V Prištině, hlavním městě autonomní oblasti Kosovo, došlo v listopadu 1968 ke studentským protestům. Pod vlivem dvou předchozích událostí - Brionského pléna, které znamenalo v Kosovu konec nadvlády jugoslávských bezpečnostních složek a vítězství albánských kádrů a bělehradských protestů studentů začali i studenti bělehradské univerzity v Prištině hlásat veřejně své názory. Zatímco v hlavním městě Jugoslávie však mladí lidé žádali budování skutečného komunismu a odmítli tehdejší politickou praxi, v Kosovu byly požadavky studentů především nacionalistického rázu. Požadovali pro Kosovo status svazové republiky, vytvoření vlastní univerzity, vybudování samostatné kosovské policie, nejvyššího soudu, užívání albánských symbolů (mj. vlajky). 
Několik týdnů před těmito protesty se konala menší shromáždění v řadě jiných kosovských měst (Peć, Prizren, Suva Reka), kterých se účastnilo jen několik set lidí.
Na demonstraci se shromáždilo zprvu několik set, a poté až tisíc studentů, kteří provolávali slávu Enveru Hodžovi a pálili jugoslávské vlajky. Rovněž protestovali proti srbským utlačovatelům. Paradoxně však rovněž nesli transparenty s podobiznou Josipa Broze. Demonstranti se z areálu vysoké školy chtěli vydat ke kasárnám místní jednotky JLA, nicméně v půli cesty však byli zastaveni. Kdosi totiž řekl, že by proti nim mohla armáda použít zbraně. Protesty nakonec potlačila – stejně jako v Bělehradě – jugoslávská milice silou. Zatčeno bylo celkem 44 osob. Druhý den byla do ulic Prištiny povolána Jugoslávská lidová armáda, a tak se žádné další protesty již nekonaly. 
Kosovo, které se stalo velmi rychle po změnách na konci 60. let významným celojugoslávským problémem, se však přece jen některých slibovaných změn dočkalo. Na konci roku 1969 bylo skutečně rozhodnuto o zřízení nezávislé Prištinské univerzity, Albánci získali právo vyvěšovat vlastní vlajku a ústavou z roku 1974 byl status obou autonomních oblastí v rámci srbské svazové republiky (Kosova i Vojvodiny) velmi přiblížen úrovni republik. Kosovo tak mělo i vlastní policii, soudy a dokonce i ústavu; do zahraničí vysílalo své vlastní delegace.